# Шрот

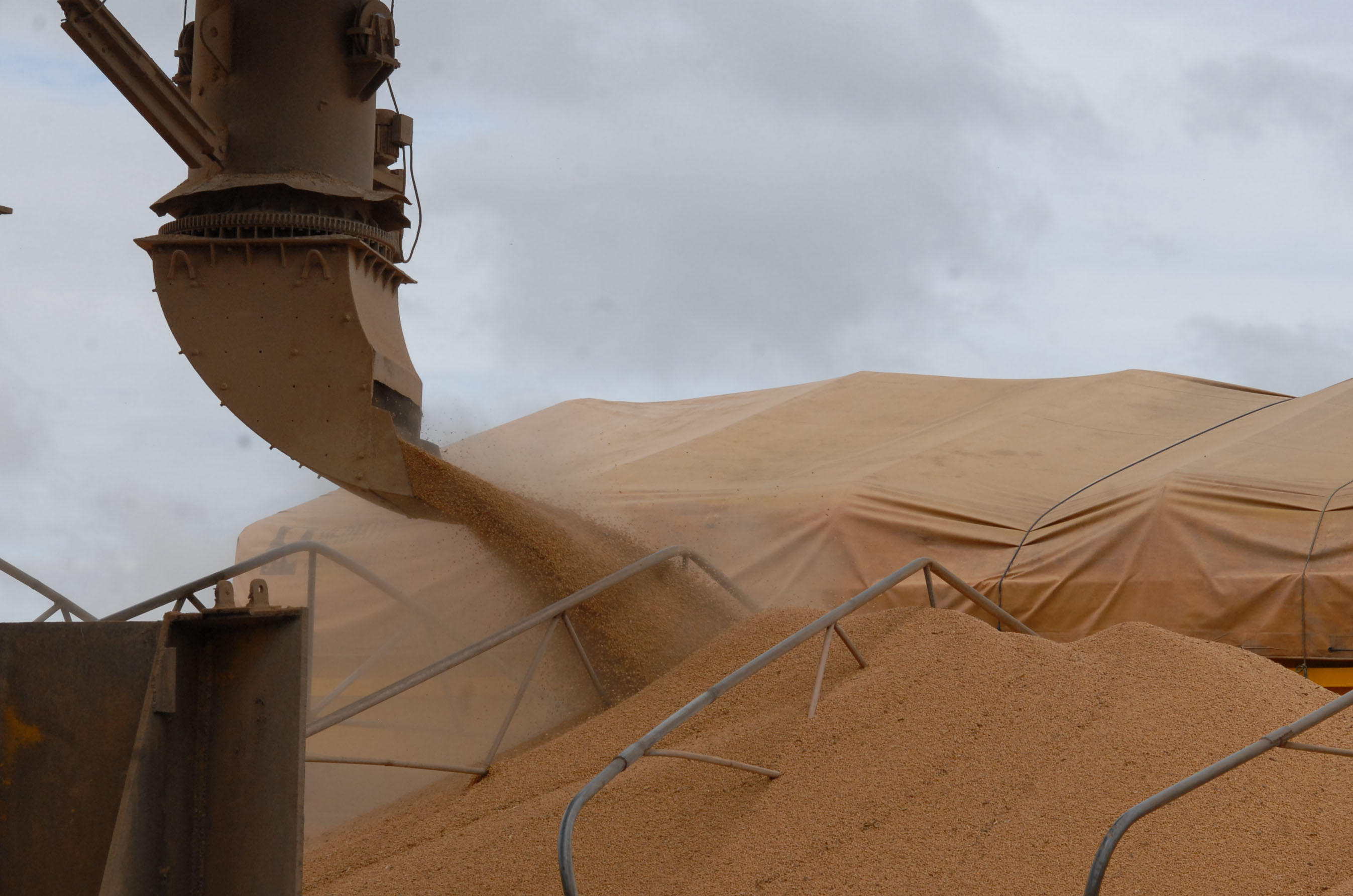
Соевый шрот

Шрот (нем. Schrot, основное значение — «охотничья дробь»; тж. «крупа грубого помола») — концентрированный корм; побочный продукт маслоэкстракционного производства. Получается после экстрагирования жира из семян масличных растений органическими растворителями в дистилляторах и испарителях. В зависимости от сырья различают шрот подсолнечный (или подсолнечниковый), соевый, рапсовый, горчичный, хлопчатниковый, клещевинный, конопляный и др. Шрот — ценный высокобелковый кормовой продукт.
По содержанию сырого белка можно выделить два вида шрота: высоко- и низкобелковый. Существует два подхода к определению таких показателей, как сырой белок, клетчатка, жир. На территории государств бывшего СССР до сих пор действуют нормативы, по которым эти показатели определяются в пересчете на абсолютно сухое вещество. Лаборатории большинства других государств определяют их в «сыром» веществе (массовая доля белка на фактическую влажность, %). Значения, получаемые при этих двух подходах, отличаются друг от друга. Белок на абсолютно сухое вещество — это расчетный показатель, определяется как белок на фактическую влажность х 100 и деленное на 100 — фактическая влажность. Иногда для обозначения энергетической ценности шрота используют такой показатель, как «profat» (от англ. «protein & fat»). Он определяет суммарное содержание белка и жира, то есть остаточного содержания масла.
В 100 кг подсолнечного шрота около 100 кормовых единиц и до 41 кг переваримого белка (в пересчете на абсолютно сухое вещество); в 100 кг конопляного — 82 кормовых единицы и 24,8 кг переваримого белка. Шрот содержит витамины E и группы B, богат фосфором, но беден кальцием и натрием. Все шроты целесообразно использовать в составе комбикормов. Льняной, соевый и особенно подсолнечный шрот включают в комбикорма для сельскохозяйственных животных и птиц всех видов; конопляный — для молочных коров, откормочного крупного рогатого скота, взрослых овец и прудовых рыб; кориандровый и клещевинный — в ограниченном количестве (из-за содержания рицина), главным образом для откорма крупного рогатого скота; хлопчатниковый — в небольших количествах (из-за содержания госсипола) для молочных коров и откормочных крупного рогатого скота и свиней.
В зависимости от конечной обработки шрот бывает россыпью или гранулированным (получают в грануляторах для облегчения фасовки, хранения и транспортировки). Если шрот прошёл тепловую обработку, то к его названию добавляют обозначение «тостированный». Например: «Шрот рапсовый тостированный гранулированный» или «Шрот рапсовый тостированный негранулированный».

## Виды шрота
- Соевый шрот. Самым популярным видом шрота является высокобелковый соевый шрот. Его годовое производство превышает 130 миллионов тонн. Крупнейшим производителем соевого шрота являются США. В стране производится почти треть всего мирового объёма. А на США, Бразилию, Китай и Аргентину приходится 3/4 годового мирового производства. Однако если США и Китай в основном сами и потребляют произведенный шрот, то Бразилия и Аргентина являются крупнейшими его экспортерами, обеспечивая 2/3 мирового объёма экспорта, причем доля Аргентины составляет 40 %. Основными покупателями соевого шрота выступают страны Европы и Юго-Восточной Азии.

Согласно ГОСТ Р 53799-2010 Соевый шрот подразделяется на необогащенный и обогащенный. Существует 6 марок соевого шрота - Базовый, Стандартный протеиновый, Высокопротеиновый, Обогащенный липидами, Стандартный протеиновый, обогащенный липидами и Высокопротеиновый, обогащенный липидами. Содержание белка в разных марках соевого шрота должно находится в интервале от 42 % до 54 %. Влажность - не более 12 %.
- Рапсовый шрот. Шрот рапсовый в наибольшем количестве производится Китаем для собственных нужд. Годовое мировое производство рапсового шрота — почти 20 миллионов тонн, из них в Китае производят почти 6,5 миллиона. Но из них лишь 200 тысяч тонн отправляется на экспорт. Крупнейшие экспортеры — Германия и Канада. Германия занимает второе место по его производству и обеспечивает 35 % мирового экспорта. Канада входит в пятерку крупнейших производителей и доля её в мировом экспорте рапсового шрота составляет 20 %. Основные потребители этого вида шрота — Китай, Германия, Индия (страна также имеет возможность покрывать свои потребности собственным производством), а также США и страны Евросоюза.
- Подсолнечный шрот. Тройка лидеров по производству выглядит следующим образом — Аргентина, Российская Федерация, Украина. Мировое годовое производство подсолнечного шрота составляет более 9 миллионов тонн, из них более 40 % приходится на долю вышеуказанных стран. Аргентина имеет несомненное лидерство по продажам подсолнечного шрота, экспортируя почти 90 % производимых объёмов. Это составляет почти 50 % мирового экспорта. Нормативный документ, регламентирующий качество подсолнечного шрота разных видов, — ГОСТ 11246-96. В 100 кг подсолнечного шрота около 100 кормовых единиц и до 41 кг переваримого белка (в пересчете на абсолютно сухое вещество).

В РФ производится ежегодно более 1 миллиона тонн шрота подсолнечного и рапсового. Часть производимого подсолнечного шрота экспортируется в страны Азии и Европы. Для обеспечения прочной кормовой базы для скота и птицы большие объёмы соевого шрота постоянно импортируются в Россию. Уделяет внимание производству подсолнечного шрота и один из крупнейших производителей соевого и рапсового шротов — Китай. В стране ежегодно производится более 400 тысяч тонн подсолнечного шрота, который практически полностью потребляется на внутреннем рынке.
На регионы Центрального ФО и Приволжского ФО приходится до 2/3 производства подсолнечного и рапсового шрота в России. Невзирая на рост производства в России, потребление внутри страны остается из года в год приблизительно на одном уровне.